# Lars Villiger
Lars Villiger (Muri, 29 aprile 2003) è un calciatore svizzero, attaccante del Lucerna e della nazionale Under-21 svizzera.

## Carriera

### Club
Cresciuto nel settore giovanile del Lucerna, il 31 marzo 2023 firma il primo contratto professionistico, valido fino al 2026; esordisce in prima squadra il 2 aprile, nella partita di campionato persa per 1-2 contro il Sion. Il 20 maggio segna la prima rete, in occasione del pareggio per 1-1 ottenuto contro il San Gallo.

### Nazionale
Ha giocato nella nazionale svizzera Under-21.

## Statistiche

### Presenze e reti nei club
Statistiche aggiornate all'11 novembre 2023.
| Stagione        | Squadra         | Campionato      | Campionato | Campionato | Coppe nazionali | Coppe nazionali | Coppe nazionali | Coppe continentali | Coppe continentali | Coppe continentali | Altre coppe | Altre coppe | Altre coppe | Totale | Totale | Totale |
| Stagione        | Squadra         | Comp            | Pres       | Reti       | Comp            | Pres            | Reti            | Comp               | Pres               | Reti               | Comp        | Pres        | Reti        | Pres   | Reti   |        |
| --------------- | --------------- | --------------- | ---------- | ---------- | --------------- | --------------- | --------------- | ------------------ | ------------------ | ------------------ | ----------- | ----------- | ----------- | ------ | ------ | ------ |
| apr.-mag. 2023  | Lucerna         | SL              | 11         | 1          | CS              | -               | -               | -                  | -                  | -                  | -           | -           | -           | 11     | 1      |        |
| 2023-2024       | Lucerna         | SL              | 14         | 4          | CS              | 3               | 1               | UECL               | 4                  | 0                  | -           | -           | -           | 21     | 5      |        |
| Totale carriera | Totale carriera | Totale carriera | 25         | 5          |                 | 3               | 1               |                    | 4                  | 0                  |             | -           | -           | 32     | 6      |        |

### Cronologia presenze e reti in nazionale
| Cronologia completa delle presenze e delle reti in nazionale ― Svizzera under 21 | Cronologia completa delle presenze e delle reti in nazionale ― Svizzera under 21 | Cronologia completa delle presenze e delle reti in nazionale ― Svizzera under 21 | Cronologia completa delle presenze e delle reti in nazionale ― Svizzera under 21 | Cronologia completa delle presenze e delle reti in nazionale ― Svizzera under 21 | Cronologia completa delle presenze e delle reti in nazionale ― Svizzera under 21 | Cronologia completa delle presenze e delle reti in nazionale ― Svizzera under 21 | Cronologia completa delle presenze e delle reti in nazionale ― Svizzera under 21 |
| Data                                                                             | Città                                                                            | In casa                                                                          | Risultato                                                                        | Ospiti                                                                           | Competizione                                                                     | Reti                                                                             | Note                                                                             |
| -------------------------------------------------------------------------------- | -------------------------------------------------------------------------------- | -------------------------------------------------------------------------------- | -------------------------------------------------------------------------------- | -------------------------------------------------------------------------------- | -------------------------------------------------------------------------------- | -------------------------------------------------------------------------------- | -------------------------------------------------------------------------------- |
| 12-9-2023                                                                        | Turku                                                                            | Finlandia under 21                                                               | 1 – 2                                                                            | Svizzera under 21                                                                | Qual. Europeo Under-21 2025                                                      | 1                                                                                | 90+1’                                                                            |
| 13-10-2023                                                                       | Losanna                                                                          | Svizzera under 21                                                                | 4 – 2                                                                            | Montenegro under 21                                                              | Qual. Europeo Under-21 2025                                                      | 1                                                                                | 76’                                                                              |
| 8-6-2022                                                                         | Erevan                                                                           | Armenia under 21                                                                 | 0 – 0                                                                            | Svizzera under 21                                                                | Qual. Europeo Under-21 2025                                                      | -                                                                                | 82’                                                                              |
| Totale                                                                           |                                                                                  | Presenze                                                                         | 3                                                                                |                                                                                  | Reti                                                                             | 2                                                                                |                                                                                  |

## Palmarès

### Club

#### Competizioni nazionali
- Promotion League: 1

Lucerna II: 2022-2023